# Luigi Sepiacci
Luigi Sepiacci (Castiglione del Lago, 12 settembre 1835 – Roma, 26 aprile 1893) è stato un cardinale italiano.

## Biografia
Nacque a Castiglione del Lago il 12 settembre 1835. Il nome di battesimo (1840) era Domenico Daniele. Entrò nell'ordine degli eremitani di Sant'Agostino il 27 giugno 1851 in un convento di Terni e prese il nome di Luigi. Ordinato a Perugia il 29 maggio 1858 dall'arcivescovo Gioacchino Pecci, futuro papa Leone XIII, lettore di Filosofia e poi maestro di Teologia, insegnò al Liceo Romano della Sapienza. Successivamente ricoprì numerosi incarichi. Il 16 marzo 1883 fu nominato arcivescovo titolare di Callinico. Nel 1885 divenne presidente della Pontificia Accademia Ecclesiastica e nel 1886 segretario della Congregazione dei vescovi e regolari.
Papa Leone XIII lo elevò al rango di cardinale nel concistoro del 14 dicembre 1891 e tre giorni dopo gli assegnò il titolo di Santa Prisca. Il 1º agosto 1892 fu nominato prefetto della Sacra Congregazione delle Indulgenze e delle Sacre Reliquie.
Morì il 26 aprile 1893 all'età di 57 anni.

## Genealogia episcopale
La genealogia episcopale è:
- Cardinale Scipione Rebiba
- Cardinale Giulio Antonio Santori
- Cardinale Girolamo Bernerio, O.P.
- Arcivescovo Galeazzo Sanvitale
- Cardinale Ludovico Ludovisi
- Cardinale Luigi Caetani
- Cardinale Ulderico Carpegna
- Cardinale Paluzzo Paluzzi Altieri degli Albertoni
- Papa Benedetto XIII
- Papa Benedetto XIV
- Cardinale Enrico Enriquez
- Arcivescovo Manuel Quintano Bonifaz
- Cardinale Buenaventura Córdoba Espinosa de la Cerda
- Cardinale Giuseppe Maria Doria Pamphilj
- Papa Pio VIII
- Papa Pio IX
- Cardinale Raffaele Monaco La Valletta
- Cardinale Luigi Sepiacci, O.E.S.A.